# Шпуровий заряд
Шпуровий заряд (рос. шпуровой заряд, англ. borehole charge, blasthole charge; нім. Sprenglochladung f, Bohrlochladung f — подовжений заряд вибухової речовини, розміщений у шпурі разом із засобом його ініціювання.
Шпуровий заряд застосовують:
- при проведенні гірничих виробок буровибуховим способом;
- при відбійці жильних і пластових покладів руд кольорових металів;
- при відбійці вугілля — головним чином в лавах на потужних крутих пластах;
- при вибухових роботах для оцінки висаджуваності гірських порід;
- при будівельних роботах для дроблення сезонномерзлих порід і т. ін.